# Licania subarachnophylla
Licania subarachnophylla är en tvåhjärtbladig växtart som beskrevs av José Cuatrecasas. Licania subarachnophylla ingår i släktet Licania och familjen Chrysobalanaceae. Inga underarter finns listade i Catalogue of Life.